# Merseyside
Merseyside [ˈmɜːzɪsaɪd] ist ein Metropolitan County in England. Es entstand durch die Kommunalreform 1974 und liegt im Nordwesten Englands am River Mersey. Merseyside besteht aus den Metropolitan Boroughs Liverpool, Knowsley, Sefton, St Helens und Wirral.
1986 wurde der Grafschaftsrat (county council) abgeschafft. Seitdem sind die fünf Metropolitan Boroughs selbständige Verwaltungseinheiten. Gleichwohl existiert Merseyside als Verwaltungseinheit weiter und ist eine zeremonielle Grafschaft. Merseyside grenzt an Lancashire, Greater Manchester und Cheshire.
Traditionell wird zur Bezeichnung von etwas, das auf der Merseyside liegt, die Präposition „on“ statt „in“ verwendet.

## Städte und Dörfer
- Ainsdale
- Bebington, Bidston, Birkdale, Birkenhead, Bootle, Bromborough
- Crosby
- Eastham
- Formby
- Halewood, Haydock, Heswall, Hoylake, Huyton
- Kirkby
- Leasowe, Liverpool
- Maghull, Melling, Meols, Moreton
- New Brighton, New Ferry
- Oxton
- Parkgate, Pensby, Port Sunlight, Prescot
- Rainford, Roby
- Seacombe, Seaforth, Sefton, Southport, St Helens
- Wallasey, West Derby, West Kirby, Wirral, Whiston, Woodvale

## Sehenswürdigkeiten
- 20 Forthlin Road
- 251 Menlove Avenue
- Albert Dock
- Anfield
- Bidston Windmill
- Cavern Club
- Christ Church, Port Sunlight
- Croxteth Hall
- Cunard Building
- Goodison Park
- Hilbre Island
- International Slavery Museum
- Knowsley Safari Park
- Lady Lever Art Gallery
- Lark Lane
- Leasowe Castle
- Leasowe Lighthouse
- Liverpool Cathedral
- Liverpool John Lennon Airport
- Liverpool Metropolitan Cathedral
- Liverpool One
- Liverpool Town Hall
- Merseyside Maritime Museum
- Museum of Liverpool, früher Museum of Liverpool Life
- North Wirral Coastal Park
- Penny Lane
- Port of Liverpool Building
- Port Sunlight Museum
- Royal Liver Building
- Royal Liverpool Golf Club
- Speke Hall – National Trust
- Southport Pier, zweitlängste Seebrücke des Vereinigten Königreiches (die längste ist das Southend Pier in Southend-on-Sea, Essex, welche zugleich die längste der Welt ist)
- St. George’s Hall
- St. John’s Beacon
- Strawberry Field
- Tate Liverpool, eine Filiale der Tate Gallery
- The Beatles Story
- Walker Art Gallery
- West Derby Village Cross
- West Tower
- World Museum Liverpool